# Буйковац
Буйковац или Буйковец (на сръбски: Бујковац или Bujkovac) е село в Югоизточна Сърбия, Пчински окръг, Град Враня, община Вранска баня.

## География
Селото се намира на 4 километра североизточно от общинския център Вранска баня, югозападно от село Липовац, северозападно от село Изумно и южно от село Корбевац.

## История
По време на Първата световна война селото е във военновременните граници на Царство България, като административно е част от Вранска околия на Врански окръг.

## Население
Според преброяването на населението от 2011 г. селото има 798 жители.

### Етнически състав
Данните за етническия състав на населението са от преброяването през 2002 г.
- сърби – 794 жители (99,76 %)
- югославяни – 1 жител (0,12 %)
- неизяснени – 1 жител (0,12 %)